# O Canto do Mar
O Canto do Mar é um filme brasileiro, realizado em 1953, em preto e branco. Filmado em Pernambuco, o longa-metragem foi dirigido por Alberto Cavalcanti. Ganhou o prêmio de melhor direção no Festival Internacional de Cinema de Karlovy Vary (República Tcheca) e concorreu à Palma de Ouro em Cannes (França). Produzido pela Cinematográfica Maristela.

## Sinopse
Num litoral nordestino, local de transição entre retirantes do sertão rumo ao sul do Brasil em busca de melhores condições de vida, uma família sofre com a miséria. A mãe assume a responsabilidade da família, já que o pai está louco e isolado de todos. O filho e a filha, inconformados com a situação e as dificuldades, sonham em ir embora, mas enfrentam diversas dificuldades.

## Elenco
- Aurora Duarte
- Alberto Vilar
- Margarida Cardoso
- Ruy Saraiva
- Cacilda Lanuza
- Alfredo de Oliveira
- Antonio Martinelli
- Débora Borba
- Ernani Dantas
- Fernando Becker